# Ramand
Ramand (persisch رامند [ɾɑmænd]) ist ein Kreis im Verwaltungsbezirk Buinzahra in der iranischen Provinz Qazvin.

## Bevölkerung
Im Kreis Ramand leben 18547 Einwohner, verteilt auf 5174 Familien (Stand 2011).

## Gliederung
Der Kreis Ramand gliedert sich in eine Stadt, Danesfahan, und zwei Landkreise, Ebrahimabad und Südramand.